# Arthropteris articulata
Arthropteris articulata là một loài dương xỉ thuộc họ Tectariaceae. Loài này được William Dunlop Brackenridge mô tả khoa học đầu tiên năm 1854.